# 新潟广播电台
新潟调频广播电台有限公司（日语：／ efuemu rajio niigata），是日本一家以新潟县范围为主要播出对象的民营调频广播电台，也是县内唯一的商业调频广播电台，简称「FM-NIIGATA」（FM新潟）。无线电呼号「JOXU-FM」。JFN广播网所属。曾是新潟县内第一家取得文字多重放送免许执照的民营广播电台， 及日本全国范围唯一政府指定的县级以上民营紧急告知调频广播。

## 历史
- 1987年4月10日，公司成立。[2]
- 1987年8月下旬至9月初旬，开始发射测试电波。
- 1987年10月1日，开始播音，成为新潟县境内第一家民营调频广播电台及日本国内的第24家调频广播电台。当日，弥彦发射台（新潟台）、高田转播台、大和转播台开始运作。[2]
- 1991年7月10日，安塚转播台开始运作。[2]
- 1995年3月29日，获得文字多重放送证书牌照。3天后的4月1日开始同步广播。[2]
- 1997年1月22日，糸鱼川转播台・越后汤泽转播台开始运作。[2]
- 1998年12月17日，津川转播台・津南转播台开始运作。[2]
- 2003年5月19日，迁址新潟县新潟市中央区幸西4-3-5，同时运营位于万代城BP2的转播录音室。
- 2008年4月1日，开始运行紧急地震速报。与NHK新潟放送局、新潟放送、新潟县民FM放送共4家电台的播音员、导播共同出演的公益广告播出。[2]
- 2010年8月23日至8月29日，根据「Video Research」调查，FM新潟在新潟地区的20岁至49岁人群中的广播收听率占到5.1%，创下了市场占有率44.7%的最高记录。
- 2012年4月2日，加入因特网IP同步广播「radiko」。12点起，与新潟放送、新潟县民FM放送在新潟县以内开始直播测试。

## 各地电台频率
- 新潟局（弥彦村） 77.5MHz 输出功率1KW（信号站与NHK共同使用）
- 高田转播台（上越市） 84.7MHz 输出功率30W
- 大和转播台（南鱼沼市） 86.5MHz 输出功率1KW
- 安塚转播台（上越市） 80.4MHz 输出功率10W
- 糸鱼川转播台（糸鱼川市） 79.2MHz 输出功率100W
- 越后汤泽转播台（汤泽町） 81.7MHz 输出功率1W
- 津川转播台（阿賀町） 80.2MHz 输出功率10W
- 津南转播台（津南町） 80.2MHz 输出功率10W[2]

## 主要原创栏目
- FM HEAD LINE[3]
- Gottcha!![4]
- FIGUEROA [5]
- SOUND SPLASH
- Smile Crew
- 長冈造形大学
- 新潟的若者们的番組
- AAA宇野实彩子的电台UNO西兰花

## 主要工作人员
- 泷泽稔
- 千葉暢彦
- 関根美紀
- 上村知世
- 東村里恵子
- 松村道子
- 木村真珠美
- 清野幹
- 佐藤多恵
- Rain book
- Hilcrhyme
- 斉藤瞳

## 扩展阅览
- FM-NIIGATA （页面存档备份，存于）
- FM-NIIGATA的X（前Twitter）